# Boscaglie xerofile montane del Tibesti-Jebel Uweinat
Le boscaglie xerofile montane del Tibesti-Jebel Uweinat sono un'ecoregione dell'ecozona paleartica, definita dal WWF, che occupa una parte del Sahara orientale (codice ecoregione: PA1331).

## Territorio
L'ecoregione è formata da due aree montuose isolate nel settore centrale del deserto del Sahara. Situato a metà strada tra il lago Ciad e il golfo della Sirte, il massiccio del Tibesti, la più vasta delle due aree, si trova nella parte settentrionale del Ciad, ma si estende marginalmente anche nel sud della Libia. Il massiccio del Tibesti è costituito da sette vulcani inattivi, dei quali il più alto raggiunge i 3415 m di quota. La seconda area, di estensione minore, è quella del Jebel Uweinat, situata molto più a est, nel punto in cui convergono la Libia orientale, l'Egitto sud-occidentale e il Sudan nord-occidentale. Il Jebel Uweinat comprende vette che raggiungono altitudini di poco inferiori ai 2000 m.
Le precipitazioni medie annuali nelle regioni circostanti del deserto del Sahara non superano i 100 mm, e sono estremamente imprevedibili, dal momento che ad anni trascorsi senza che cada una goccia d'acqua può seguire una sola tempesta della durata di appena poche ore. In questa ecoregione di montagna le piogge sono più regolari, sebbene siano piuttosto scarse. Gli uidian di pianura ricevono il proprio apporto idrico dall'acqua che scende giù dalle montagne circostanti dopo le piogge. Quest'acqua può rimanere lì anche per periodi considerevoli, dal momento che queste aree presentano uno strato impermeabile sottostante e uno strato di sabbia che come uno scudo rallenta l'evaporazione. Le temperature massime medie si aggirano intorno ai 30 °C nelle pianure, ma scendono intorno ai 20 °C nelle zone più elevate. Le minime, invece, sono di 12 °C nelle pianure, ma scendono fino a 9 °C nella maggior parte dell'ecoregione; nei mesi invernali, a quote elevate, il termometro può scendere fino a 0 °C.
La geologia di questa ecoregione è di origine vulcanica, con un'ampia area di basalto terziario all'interno di una distesa di arenarie nubiane. I suoli che si sviluppano sopra il basalto sono generalmente sottili, con prevalenza di litosol. Vaste aree dell'ecoregione sono occupate anche da roccia nuda e regosol.

## Flora
La vegetazione sul massiccio del Tibesti varia a seconda dell'altitudine e dei versanti. Dalle pendici sud-occidentali si irradiano grandi uidian che consentono la crescita di specie arboree come la palma dum (Hyphaene thebaica), la Salvadora persica, la Tamarix articulata, l'Acacia nilotica e la Faidherbia albida, così come di piante erbacee tropicali dei generi Abutilon, Hibiscus, Rhynchosia e Tephrosia. La palma dum e la palma da dattero (Phoenix dactylifera), di importanza commerciale, assieme ad altre specie di palme del genere Hyphaene, crescono anche lungo le profonde gole dove l'acqua è presente tutto l'anno. Tra i rappresentanti della flora saharomontana d'altitudine vi sono specie come il Ficus cordata, che cresce sulle pendici meridionali e sud-occidentali, il Myrtus nivelii e il Nerium oleander sulle pendici occidentali, e la Tamarix nilotica e il Nerium oleander sulle più umide pendici settentrionali. Queste ultime ospitano anche specie proprie delle zone umide, come il Juncus maritimus, la Typha australis, lo Scirpoides holoschoenus, la Phragmites australis e l'Equisetum giganteum.
La vetta del Jebel Uweinat è praticamente priva di vegetazione: vi crescono solamente alcune specie di arbusti dei generi Lavandula e Salvia. Alberi sparsi di Acacia tortilis fanno sì che la vegetazione del Jebel Uweinat non venga classificata come montana, in quanto questa specie non cresce mai in zone elevate. Tra le specie dominanti, oltre all'Acacia tortilis, figurano la Fagonia indica, l'Aerva javanica e la Cleome chrysantha. Il Jebel Uweinat, comunque, è prevalentemente spoglio, e su di esso sono state censite appena 87 specie di piante. Gli uidian consentono lo sviluppo della più ricca vegetazione del deserto di pianura sottostante, dal momento che riceve il deflusso delle acque piovane dalle aree montuose. La vegetazione degli uidian è costituita da una comunità aperta di Acacia tortilis e Panicum turgidum di tipo mediterraneo.
In ogni zona dell'ecoregione si possono rinvenire specie relitte di origine tropicale e mediterranea, tra cui palme e forme dei generi Hibiscus e Rhynchosia. Altre specie sono forme endemiche del Sahara con affinità tropicali o mediterranee. Queste piante si incontrano in questa ecoregione perché durante il Pleistocene qui il clima era più umido, e vi era una continua connessione tra questa zona, il Nordafrica mediterraneo e l'Africa tropicale. La vegetazione del passato è ben documentata dai granuli di polline rinvenuti nel suolo e nelle sabbie del deserto, nonché dalle pitture rupestri degli antichi abitatori della regione, raffiguranti specie proprie della savana arbustiva, come elefanti e varie specie di antilopi.

## Fauna
La presenza di un gran numero di specie adattate alle condizioni aride, molte delle quali diffuse anche in altre regioni del Sahara, è una delle caratteristiche più importanti della flora e della fauna dal punto di vista evolutivo.
L'ecoregione ospita popolazioni di alcuni grandi mammiferi carismatici del Sahara. Ad esempio qui è stata segnalata la presenza dell'addax (Addax nasomaculatus), dell'orice dalle corna a sciabola (Oryx dammah), della gazzella dorcade (Gazella dorcas), della gazzella dama (Nanger dama), della capra berbera (Ammotragus lervia) e del ghepardo (Acinonyx jubatus). L'orice dalle corna a sciabola è attualmente considerato estinto in natura. La presenza della gazzella dorcade e della capra berbera nella porzione di ecoregione del Jebel Uweinat è stata documentata recentemente.
Molto numerosi sono anche i piccoli mammiferi e i loro predatori, come l'irace del Capo (Procavia capensis), la lepre del Capo (Lepus capensis), il topo spinoso (Acomys spp.), il gerbillo campestre (Gerbillus campestris), il gerbillo nigeriano (G. nigeriae), il gerbillo dalla coda folta (Sekeetamys calurus) e tre differenti specie di volpe, la volpe di Rüppell (Vulpes rueppellii), la volpe pallida (V. pallida) e il fennec (V. zerda). Altri predatori presenti nell'ecoregione sono il gatto selvatico africano (Felis silvestris lybica), il licaone (Lycaon pictus), la iena striata (Hyaena hyaena), il tasso del miele (Mellivora capensis) e lo sciacallo dorato (Canis aureus), diffusi prevalentemente sul massiccio del Tibesti.
L'area è povera di rettili e anfibi, ma tra i primi sono degni di nota il leptotiflope dal rostro (Myriopholis macrorhyncha), il colubro dal dorso rosso (Platyceps rhodorachis) e il geco dalle macchie bianche (Tarentola annularis).
Gli habitat con prevalenza di Schouwia e Tribulus, che crescono negli uidian di questa ecoregione, sono ben noti per il loro ruolo nel ciclo vitale della locusta del deserto. Le femmine di locusta depongono le loro uova nel terreno umido. Quando queste si schiudono, le piante di Schouwia e Tribulus forniscono loro cibo e umidità necessari per lo sviluppo della specie. Questo animale è il responsabile di grandi devastazioni, come quelle registrate nel 1980-81, quando sciami di locuste raggiunsero anche aree molto distanti di Africa ed Europa, distruggendo i raccolti.

## Popolazione
Costituita prevalentemente da pastori nomadi, la popolazione che oggi abita la regione è molto scarsa, con densità di appena 0-1 abitanti per chilometro quadrato.

## Conservazione

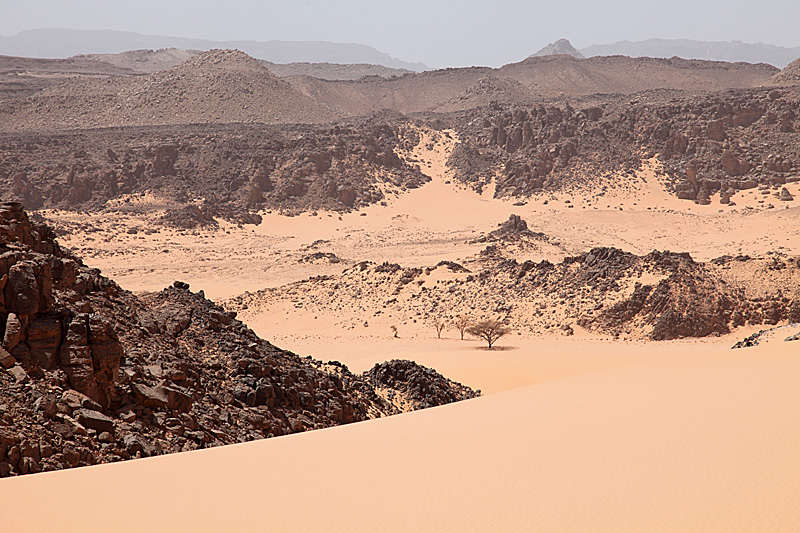
Gebel Auenat, Egitto

Il terreno ripido e accidentato di questa ecoregione, nonché la sua localizzazione nel cuore del deserto del Sahara, fanno sì che essa sia ancora relativamente intatta. Quasi tutte le specie qui presenti, sia vegetali che animali, possono trovare rifugio in zone remote dell'ecoregione. Attualmente nell'area non vive quasi nessuno, e questo consente alla vegetazione di riprendersi dai precedenti danni provocati dal pascolo. I popoli nomadi e i militari, tuttavia, sfruttano tuttora le risorse del luogo e praticano una caccia incontrollata. L'inaridimento della regione, che si protrae da migliaia di anni, ha influito negativamente sulla vegetazione dell'area, così come in altre parti del Sahara.